# 柯克伍德空隙
柯克伍德空隙（英語：Kirkwood gap）是分布在小行星主帶之內的空隙，半長軸（或相當於軌道週期）如右圖所見，是位在與木星產生軌道共振的地點上。
舉例說，只有少數的小行星在軌道長半徑為2.5AU之處，相當於軌道週期3.95年，是木星軌道週期的三分之一（因此稱為1：3軌道共振）。其它軌道共振的位置都在週期與木星成簡單數值比的位置上，這些微弱的共振只會導致小行星的離散，直方圖中的突出通常都肇因於小行星家族的出現。
這些空隙是丹尼爾·柯克伍德在1857年首先注意到的，他也正確的解釋了空隙是來自於木星的軌道共振。
近年來，相對來說是少數的高離心率軌道小行星在這些空隙中被發現，例如艾琳達家族（Alinda family）和格里夸族（Griqua family）。她們的軌道離心率在以千萬年為單位的時間基準內緩緩的增加，最後終將因為與大行星接近的遭遇而脫離共振的區域。
柯克伍德空隙出現在平均軌道半徑如下的區間：
- 1.9 AU（2：9共振）
- 2.06 AU（1：4 共振）
- 2.25 AU（2：7共振）
- 2.5 AU（1：3共振），艾琳達家族小行星的來源。
- 2.706 AU（3：8共振）
- 2.82 AU（2：5共振）
- 2.95 AU（3：7共振）
- 3.27 AU（1：2共振），格里夸族小行星的來源。
- 3.7 AU（3：5共振）

最值得注意的空隙是 1：3， 2：5， 3：7，和1：2 的共振。

## 外部連結

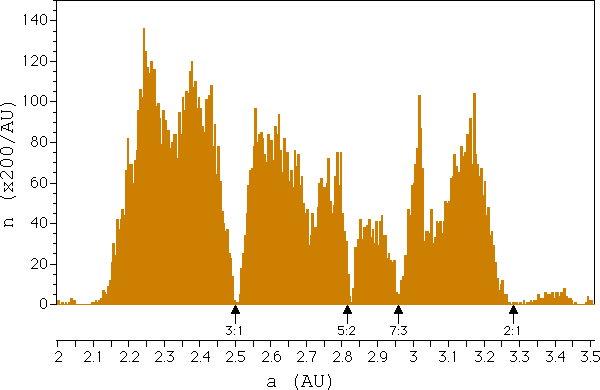
柯克伍德空隙

- Article on Kirkwood gaps at Wolfram's （页面存档备份，存于） scienceworld
- A method to create a short-term simulation。